# Kaira dianae
Kaira dianae är en spindelart som beskrevs av Claude Lévi 1993. Kaira dianae ingår i släktet Kaira och familjen hjulspindlar.
Artens utbredningsområde är Peru. Inga underarter finns listade i Catalogue of Life.